# Pedro Martínez de Artasona
Pedro Martinez de Artasona fue un noble aragonés, que destacó durante los conflictos de la Unión de Aragón y llegó a ser justicia del reino.

## Biografía
Era hijo de Pedro Martín Pérez de Artasona, que fuera justicia de Aragón. Su familia provenía de Artasona (Huesca).
Se le auguraba una carrera eclesiástica, por lo que estudió en la universidad. Como clérigo aparece vinculado a Estadilla, donde ejerció y consta su mediación entre Jaime I de Aragón y su hijo Fernán Sánchez de Castro. 
Cuando fue nombrado vicario de Barbastro, y en connivencia con los párrocos locales desencadena un conflicto con el Obispado de Huesca. Toma por la fuerza en 1275 Berbegal, Lagunarrota, Almudévar y Exp, que le granjean un pleito ante el rey. La muerte de Jaime I y su sucesión por Pedro III, con tensas relaciones con el obispo, junto a las diversas alegaciones e intereses creados demoraron la resolución del conflicto. Sintiéndose agraviado, el obispo de Huesca Jaime Sarroca forzó la excomunión de Pedro Martínez el 18 de marzo de 1281.
Fue elegido justicia el 14 de febrero de 1277. Con el cargo, se le asignan tres mil sueldos anuales y derechos sobre las salinas de Naval. Asimismo, actúa como administrador del arzobispado de Zaragoza, cuya sede estaba vacante. Como justicia participó en los primeros actos de la Unión de Aragón y en las Cortes de 1283, donde se aprobó el primer Privilegio General. Ese mismo año compra al monarca los derechos sobre las salinas del reino. Sin embargo, este apoyo a las reivindicaciones nobiliarias le enemistó con el rey, que terminó deponiéndole  y embargando su castillo de Estadilla. Para escapar de la presión real marchó del reino.
Regresó tras la muerte del rey y durante el posterior reinado de Alfonso III de Aragón formó parte de las delegaciones diplomáticas del reino. En 1287 estuvo en Burdeos negociando la cuestión siciliana bajo mediación del rey Eduardo I de Inglaterra y en 1288 recibe un pago de cuatro mil sueldos por su representación ante los ingleses en medio del creciente conflicto con Francia por el Reino de Mallorca.